# Willi Voss
Willi Voss (* 9. Mai 1944 als Willi Pohl, weiteres Pseudonym E. W. Pless) ist ein deutscher Schriftsteller.
In den 1970er Jahren war er als Neonazi, PLO-Mitglied und Beschaffer von Waffen für palästinensische Terroranschläge bekannt.

## Leben
Willi Pohl wuchs im Ruhrgebiet auf. Vor der Schriftstellerei war er als Arbeiter, Bibliothekar und Journalist beruflich tätig. In den siebziger Jahren war er Mitglied der deutschen Neonazi-Szene mit Beziehungen zum kriminellen Milieu und zu palästinensischen Befreiungs- und Terror-Organisationen. Den Kontakt hatte der Neonazi Udo Albrecht hergestellt, mit dem Pohl einige Jahre befreundet war. Als PLO-Mitglied organisierte er in Deutschland Waffen für palästinensische Terrorkommandos.
Pohl half dem Terroristen der palästinensischen Organisation Schwarzer September Abu Daoud bei der Planung und Ausführung des Münchner Olympiaattentats 1972, nach eigenen Angaben unwissend. Nach dem Attentat plante er zur Freipressung der drei überlebenden Münchner Attentäter eine Geiselnahme im Wiener Stephansdom sowie parallel im Kölner Dom zur Weihnachtszeit 1972. Da der vorbereitete Waffenschmuggel durch einen Informanten aufflog, wurde er Ende Oktober 1972 von der bayerischen Polizei mit Waffen und einem Drohbrief des Schwarzen Septembers festgenommen. Drei Tage nach seiner Festnahme erfolgte die Entführung des Lufthansa Fluges 615, mit dem die palästinensischen Terroristen freigepresst wurden. Pohls Hoffnungen, ebenfalls freigepresst zu werden, erfüllten sich nicht.
„Trotz der erdrückenden Beweislage wurde Pohl 1974 nur wegen unerlaubten Waffenbesitzes zu einer Freiheitsstrafe von zwei Jahren und zwei Monaten verurteilt. Vier Tage nach dem Richterspruch war der Terroristen-Komplize bereits wieder frei und setzte sich nach Beirut ab.“ Pohl hat sich vor Jahrzehnten vom Terrorismus losgesagt.
Im Dezember 2012 berichtete Der Spiegel, dass Pohl nach eigenen Angaben seit 1975 als Agent für die CIA die Zentrale des PLO-Geheimdienstes ausspioniert haben soll. Er soll unter dem Decknamen Ganymed Informationen zu Anschlägen im Nahen Osten und in Europa und zur Zusammenarbeit zwischen dem Neonazi Udo Albrecht und dessen Komplizen mit den Palästinensern geliefert haben.
Nach einem Aufenthalt im Nahen Osten verfasste er als freier Schriftsteller, meistens unter seinem heutigen Namen Willi Voss, teilweise aber auch unter dem Pseudonym E.W. Pless, Western-Geschichten und Jerry-Cotton-Romane, daneben auch eine Anzahl von Kriminalromanen und Politthrillern, die u. a. bei Bastei-Lübbe und im Ullstein Verlag erschienen sind.
Auch Drehbuchvorlagen für Filme der Serien Großstadtrevier und Tatort (u. a. Stoevers Fall und Singvogel) stammen aus seiner Feder.
Für seinen Roman Gegner wurde er im Konsalik-Romanpreis-Wettbewerb ausgezeichnet. Mit dem Buch Das Gesetz des Dschungels errang er im Jahre 1989 in der nationalen Wertung den dritten Platz im Deutschen Krimipreis.

## Werke

### Als E. W. Pless
- Geblendet. Aus den authentischen Papieren eines Terroristen. Schweizer Verlagshaus, Zürich 1979, ISBN 3-7263-6217-7.
- Gegner. Schweizer Verlagshaus, Zürich 1983. ISBN 3-7263-6377-7
- Signum F. Rehkugler u. Voss, Reutlingen 1986. ISBN 3-926062-00-2

### Als Willi Voss
- Tränen schützen nicht vor Mord. Bastei Lübbe, Bergisch Gladbach 1982. ISBN 3-404-36059-1
- Frost im Blut. Bastei Lübbe, Bergisch Gladbach 1984. ISBN 3-404-37016-3
- Der stirbt von selbst. Bastei Lübbe, Bergisch Gladbach 1984. ISBN 3-404-37022-8
- Keine Tränen für das Opfer. Bastei Lübbe, Bergisch Gladbach 1985. ISBN 3-404-37033-3
- Auch Narren sterben einsam. Bastei Lübbe, Bergisch Gladbach 1986. ISBN 3-404-10778-0
- Das Gesetz des Dschungels. Ullstein, Frankfurt/M. 1988. ISBN 3-548-10565-3
- Die Nacht, der Tod. Ullstein, Frankfurt/M. 1990. ISBN 3-548-10658-7
- Pforte des Todes. Pendragon, Bielefeld 2009. ISBN 978-3-86532-154-1
- Bitteres Blut. Sutton, Erfurt 2011. ISBN 978-3-86680-958-1
- UnterGrund. aavaa, Berlin 2012. ISBN 978-3-944223-00-1

## Fernsehdrehbücher
- Stoevers Fall, Tatort, 1992
- Der Flußpirat, Großstadtrevier, 1992
- Auf Gift gebaut, Großstadtrevier, 1992
- Singvogel, Tatort, 1994
- Crashkids, Großstadtrevier, 1995